# ون کمپر

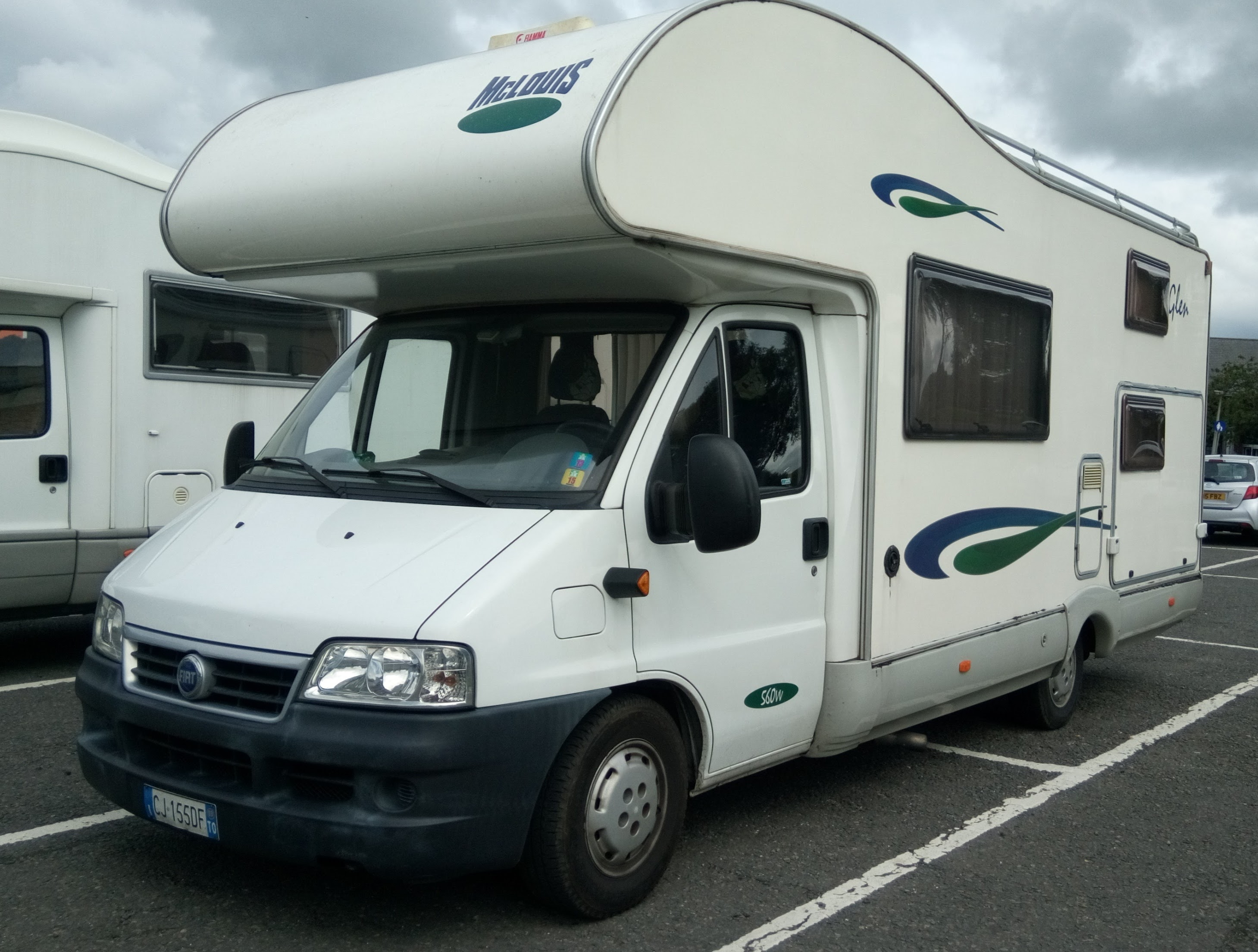
یک کمپر سفارشی فیات

کَمپِر یا وَنِ اردوزی (campervan) یا کاروانِت، وسیله نقلیه‌ای است که هم امکان حمل و نقل و هم محل اقامت و خواب را فراهم می کند. این اصطلاح عمدتاً ون هایی را توصیف می کند که تجهیز شده‌اند و غالباً بدنه‌ سفارشی آنها به عنوان محل اسکان مورد استفاده قرار می گیرد. 